# أبو بكر بن أنس بن مالك
أبو بكر بن أنس بن مالك ابن الصحابي أنس بن مالك، ووالد المُحدِّث عبيد الله بن أبي بكر بن أنس بن مالك، وأخو النضر بن أنس بن مالك، وهو تابعي ومُحدث من الثقات، سكن البصرة. روى له مسلم بن الحجاج، وأبو داود في السنن في كتاب فضائل الأنصار، والنسائي في كتاب اليوم والليلة.

## علمه بالحديث
- حدث عن: أبيه أنس بن مالك، وزيد بن أرقم، وعتبان بن مالك، ومحمود بن الربيع، ومحمود بن عمير بن سعد الأنصاري.
- حدث عنه: ثابت البناني، وسليمان التيمي، وابنه عبيد الله بن أبي بكر بن أنس بن مالك، علي بن زيد بن جدعان، قتادة بن دعامة، ويونس بن عبيد.[1][2][3]
- منزلته عند علماء الجرح والتعديل: قال أحمد بن عبد الله العجلي: «بصري، تابعي، ثقة». وقال ابن حجر العسقلاني: «إنما روى عن عتبان بن مالك بواسطة محمود بن عمير». وذكره ابن حبان في الثقات.[1][2][3]